# Javi Mier
Javier Mier Martínez, detto Javi (Oviedo, 4 febbraio 1999), è un calciatore spagnolo, centrocampista dell'Huesca.

## Carriera

### Club
Cresciuto nel settore giovanile del Real Oviedo, ha esordito in prima squadra il 5 gennaio 2020 disputando l'incontro di Segunda División pareggiato 1-1 contro il Malaga.

### Nazionale
Ha giocato con le nazionali giovanili spagnole Under-16 ed Under-17.

## Statistiche

### Presenze e reti nei club
Statistiche aggiornate al 16 aprile 2022.
| Stagione        | Squadra         | Campionato      | Campionato | Campionato | Coppe nazionali | Coppe nazionali | Coppe nazionali | Coppe continentali | Coppe continentali | Coppe continentali | Altre coppe | Altre coppe | Altre coppe | Totale | Totale |
| Stagione        | Squadra         | Comp            | Pres       | Reti       | Comp            | Pres            | Reti            | Comp               | Pres               | Reti               | Comp        | Pres        | Reti        | Pres   | Reti   |
| --------------- | --------------- | --------------- | ---------- | ---------- | --------------- | --------------- | --------------- | ------------------ | ------------------ | ------------------ | ----------- | ----------- | ----------- | ------ | ------ |
| 2018-2019       | Real Oviedo B   | SDB             | 25         | 2          |                 | -               | -               |                    | -                  | -                  |             | -           | -           | 25     | 2      |
| 2019-2020       | Real Oviedo B   | SDB             | 23         | 3          |                 | -               | -               |                    | -                  | -                  |             | -           | -           | 23     | 3      |
| gen. 2020       | Real Oviedo     | SD              | 1          | 0          | CR              | -               | -               |                    | -                  | -                  |             | -           | -           | 1      | 0      |
| 2020-2021       | Real Oviedo     | SD              | 24         | 1          | CR              | 2               | 0               |                    | -                  | -                  |             | -           | -           | 26     | 1      |
| 2021-2022       | Real Oviedo     | SD              | 21         | 2          | CR              | 0               | 0               |                    | -                  | -                  |             | -           | -           | 21     | 2      |
| Totale carriera | Totale carriera | Totale carriera | 94         | 8          |                 | 2               | 0               |                    | -                  | -                  |             | -           | -           | 96     | 8      |